# Operazione walkiria
Operazione walkiria (Der 20. Juli) è un film del 1955 diretto da Falk Harnack.
È stato presentato in concorso alla 5ª edizione del Festival di Berlino.

## Trama
Con uno stile quasi documentaristico, il film ripercorre il fallito attentato a Adolf Hitler del 20 luglio 1944, organizzato da alcuni politici e militari tedeschi della Wehrmacht e attuato dal colonnello Claus Schenk von Stauffenberg. La rievocazione della cosiddetta Operazione Valchiria si sviluppa attraverso un flashback che mescola verità storica a finzione.

## Distribuzione
Il film venne distribuito in Germania Ovest a partire dal 21 giugno 1955, due giorni dopo l'uscita di Accadde il 20 luglio di Georg Wilhelm Pabst, basato sullo stesso soggetto.

### Date di uscita
- Germania Ovest (Der 20. Juli) - 21 giugno 1955
- Svezia (Den 20 juli - attentatet mot Hitler) - 9 luglio 1955
- Finlandia (Heinäkuun 20.) - 15 luglio 1955
- Danimarca - 18 agosto 1955
- Francia (Le 20 juillet) - 18 ottobre 1955

## Riconoscimenti
- 1956 - Deutscher Filmpreis
Lola al miglior attore protagonista a Wolfgang Preiss
Premio per la promozione dei valori democratici alla CCC Film
Lola alla migliore sceneggiatura a Günther Weisenborn e Werner Jörg Lüddecke
Nomination miglior attore non protagonista a Ernst Schröder